# Ubuntu Customization Kit
Ubuntu Customization Kit (UCK) era un software che permette la personalizzazione dei Live CD Ubuntu (incluse Kubuntu, Xubuntu e Edubuntu). Con UCK era possibile aggiungere software o personalizzare il supporto linguistico. Un software simile per sistemi Microsoft Windows è nLite per Windows XP e vLite per Windows Vista.
Dal gennaio 2009, l'applicazione era entrata a far parte dei repository ufficiali di Ubuntu.
L'ultimo aggiornamento risale al 19 agosto 2015, dopodiché il progetto è stato dismesso.